# Viggo Norn
Viggo Norn, født Viggo Johannes Nielsen (13. juni 1879 i Torup, Middelsom Herred – 20. september 1967 i Horsens) var en dansk arkitekt og kongelig bygningsinspektør, fader til Otto Norn.

## Uddannelse
Viggo Norn var søn af lærer, senere skolebestyrer Valdemar Nielsen (fader og søn antog navnet Norn 1904) og Anna Karna Kirstine Mohnsen. Han arbejdede som bygningstegner og murersvend, gik på Det tekniske Selskabs Skole i København og blev i februar 1900 optaget på Kunstakademiets Arkitektskole, hvorfra han tog afgang i april 1904. Han var ansat hos Anton Rosen, der stammede fra Horsens, 1899-1902 og var konduktør for Knud Arne Petersen ved Den Jydske Industri- og Landbrugsudstilling i Horsens 1905.

## Virke
Norn slog sig ned som arkitekt i Horsens 1905 og virkede her i 16 år, indtil han i 1921 blev udnævnt til kgl. bygningsinspektør for Nørrejylland efter Hack Kampmanns død. Hans virke blev afbrudt af hans deltagelse i flere studierejser til Tyskland og Norditalien (1902-03), finansieret af K.A. Larssens Legat, og han besøgte senere Venedig (1906), Rom og Neapel i årene 1908-1909 og igen i 1912, Schwarzwald og Berneroberland (1910), Holland og Belgien (1911), Paris (1921), atter Rom (1922), England (1925), Finland, Paris og Rivieraen (1926), atter England (1927), atter Rom og Neapel (1928), Göteborg (1929), Stockholm og Dresden (1930), atter England og Rom (1933), England og Sverige (1935), Rom (1936), Normandiet (1938) og Sverige (1939).

## Stil
Viggo Norn begyndte i det sidste afsnit af den såkaldte nationalromantiks periode, hvis forskellige elementer: dansk-italiensk præg, hjemlig murstensbarok og renæssance (den sidste til dels under indflydelse fra Ulrik Plesner), Bedre Byggeskik samt forsøg på nydannelse inden for traditionens ramme, viser sig i hans arbejder til hen imod 1915. Kendskabet til europæisk arkitektur fra de mange rejser til udlandet gav ham et rigt motivisk reservoir at trække på. I overensstemmelse med den derefter følgende nyklassicisme har Norn opført Horsens Museum i antik stil, og til samme retning hører bebyggelsen for Horsens Boligforening (også i det Amalienborg-inspirerede anlæg med den ottekantede plads). I Horsens kapel-krematorium har Norn genoptaget den ældre danske murstensarkitekturs tradition, om end på en mere forenklet måde end tidligere (svarende til den mere hjemligt prægede sagligheds retning, der kom op med funktionalismen omkring 1930). Som de fleste mere betydelige arkitekter af hans samtid har også Norn ved afhandlinger og opmålinger bidraget til dansk arkitekturs historie.

## Tillidsposter
Norn var også formand for bestyrelsen for Horsens Museum fra 1918, bestyrelsesformand for Kragh og Hustrus Stiftelse fra 1923, medlem af bestyrelsen for Aase og Ejnar Danielsens Fond fra 1925, medlem af Horsens Byråd 1925-29, af bestyrelsen for Dansk kulturhistorisk Museumsforening fra 1929 og formand for Kunstforeningen for Horsens og Omegn fra 1943. Han var Ridder af Dannebrog. Norn er begravet i Horsens.

## Familie
27. juni 1906 i Hatting blev han gift med Inger Marie Creemers (28. september 1877 i Horsens – 25. januar 1968 samme sted), datter af direktør Otto Creemers og Carla Marie Haubroe, der i en række dagbøger har beskrevet Norns kunstneriske udvikling som arkitekt. De fik 2 sønner, Ebbe og Otto Norn. Sidstnævnte blev kunsthistoriker og professor.

## Værker

### I Horsens
- Gyldingshus, Nørregade 1 (1905)
- Nordre Kommuneskole, Tordenskjoldsgade (1906-07)
- Horsens Elektricitetsværk, nu Danmarks Industrimuseum, Gasvej (1907)
- Missionshotel, Jernbanegade (1909)
- Ejendom, Vitus Berings Plads 1 (1909-10)
- Hus på Kirketorvet (1910)
- Sundvej 1-3 (1911)
- Horsens Havnepakhus (1912)
- Søstrene Houmanns Stiftelse, Sundvej (1912)
- Kraghs Stiftelse, Sundvej (1912)
- Vandtårnet på Højlundsgade (1913)
- Horsens Museum (1915)
- Administrationsbygning ved Horsens Kommunehospital (1918)
- Eksportstalde ved Horsens Havn (1919)
- Havebyen Amalienborg, Spedalsø (1922)
- Odd-Fellow Palæet, Borgergade (1923)
- 56 enfamiliehuse for Horsens Boligselskab (1925)
- Værkstedsbygning m.v. til Horsens Vestbaner og Bryrupbanen på den nye Horsens Station (1931-32) [1]
- Horsens Kapelkrematorium (indviet 1939)
- Horsens Statsskole (1940)
- Funktionærbolig, vaskeri-, køkkenbygning m.v. ved Horsens Kommunehospital (1944-46)

### Øvrige steder
- Kapel, Torup Kirkegård (1904-05)
- Tuberkuloseafdeling, Bredstrup Amtssygehus (1910)
- Mindesten for de danske Dragoner, Hatting Sogn (1914)
- Medicinsk-kirurgisk afdeling, Vejle Amts Sygehus, Hornsyld (1918)
- Medicinsk-kirurgisk afdeling, Amtssygehuset, Thisted (1919)
- Politibygning, Fr.gade, Thisted (1919-20)
- Østre Borgerskole, Munkevej, Thisted (1921)
- Amstsygehuset, Fjerritslev (1921)
- Toldbygning, Fonnesbechsgade/Jernbanegade, Herning (1922-23)
- Medicinsk-kirurgisk afdeling, Haderslev Amtssygehus, Haderslev (1928)
- 8 stationsbygninger på Horsens Vestbaner: Vonge, Åle, Klovborg, Nørre Snede, Vesterlund, Kollemorten, Hjortsvang og Thorlund (1929) [2]
- Stationsforstanderbolig i Lund (1929) [3]
- Ny stationsbygning i Bryrup [4]
- Post- og Telegrafbygning i Ringkøbing (1929)
- Post- og Telegrafbygning i Kolding (1929)
- Afdeling for voksne, Kysthospitalet, Juelsminde (1932)
- Genopførelse af det store tårn, Koldinghus (1933-35)
- Post- og Telegrafbygning i Varde (1934)
- Lægebolig, Hiort Lorenzensvej 19, Haderslev (1935)
- Statsskole, Svendsgade, Esbjerg (1940)
- Opmålinger til Otto Norn: Vor Frelsers Kirke i Horsens, 1948.
- Opmålinger af Koldinghus Slot

### Restaureringer
- Hundslund Kirke (1926-29)
- Tamdrup Kirke (1933-34)
- Øster Snede Kirke (1934-35)
- Vor Frelsers Kirke, Horsens (1935-36)
- Hedensted Kirke (1939-40)
- Rårup Kirke (1942-43)

### Skriftlige arbejder
- "Museets Oprettelse", i: Horsens Museums Aarsberetning 1935-36.
- "Museets Historie", i: Samme, 1940.
- "Stjernholm Slot", i: Samme, 1944-45.
- Horsens Museum 1915-1940, 1940.